# 5180 Ohno
5180 Ohno este un asteroid din centura principală de asteroizi.

## Descriere
5180 Ohno este un asteroid din centura principală de asteroizi. A fost descoperit pe 6 aprilie 1989 la Kitami de Tetsuya Fujii și Kazuro Watanabe. El prezintă o orbită caracterizată de o semiaxă mare de 2,39 ua, o excentricitate de 0,06 și o înclinație de 6,0° în raport cu ecliptica.